# Wu Peng
Dans ce nom chinois, le nom de famille, Wu, précède le nom personnel.
WU Peng, né le 16 mai 1987 à Hangzhou, est un nageur chinois. Il est spécialisé en brasse papillon.

## Biographie
Lors des Jeux olympiques d'Athènes en 2004, il est le seul nageur chinois à se qualifier pour une finale en se classant 8e du 200 m papillon. 
Un an plus tard lors des Mondiaux de Montréal, il décroche la médaille de bronze sur le 200 m papillon avec un temps de 1 min 56 s 50. 
En 2007, lors des Mondiaux de Melbourne, il gravit une marche de plus sur le podium en terminant deuxième du 200 m papillon en 1 min 55 s 13 derrière l'intouchable Michael Phelps. 
Lors des Jeux olympiques de Pékin, en 2008, il porte les espoirs de son pays pour conquérir l'or olympique en natation mais échoue à la 4e place en finale du 200 m papillon.
En 2009, une blessure l'empêche de participer aux championnats du monde à Rome. 
En avril 2011, il revient sur le devant de la scène en battant Michael Phelps sur 200 m papillon lors du Michigan Grand Prix. Avec ce succès, il met ainsi fin à l'invincibilité de l'Américain qui durait depuis neuf années avec 60 victoires à la clé. Wu Peng récidive un mois plus tard en devançant une nouvelle fois Phelps lors du Charlotte UltraSwim.  
Mais lors des Mondiaux de Shanghai, Phelps prend sa revanche et s'impose sur 200 m papillon tandis que Wu se classe troisième en 1 min 54 s 67.

## Palmarès

### Championnats du monde
- Championnats du monde 2005 à Montréal (Canada) :
  -  Médaille de bronze sur 200 m papillon

- Championnats du monde 2007 à Melbourne (Australie) :
  -  Médaille d'argent sur 200 m papillon

- Championnats du monde 2011 à Shanghai (Chine) :
  -  Médaille de bronze sur 200 m papillon

- Championnats du monde 2013 à Barcelone (Espagne) :
  -  Médaille de bronze sur 200 m papillon